# 양정연
양정연(1997년 5월 31일 ~ )은 대한민국의 배우이다.

## 학력
- 성신여자대학교 미디어영상연기학과 학사

## 출연 작품

### 드라마
- 《복수해라》 (2020년, TV조선) - 어린 강해라 역
- 《라이브온》 (2020년, JTBC) - 김희원 역
- 《좀 예민해도 괜찮아 시즌2》 (2020년, 웹드라마) - 계정민 역